# Vinzenzkirche (Graz)

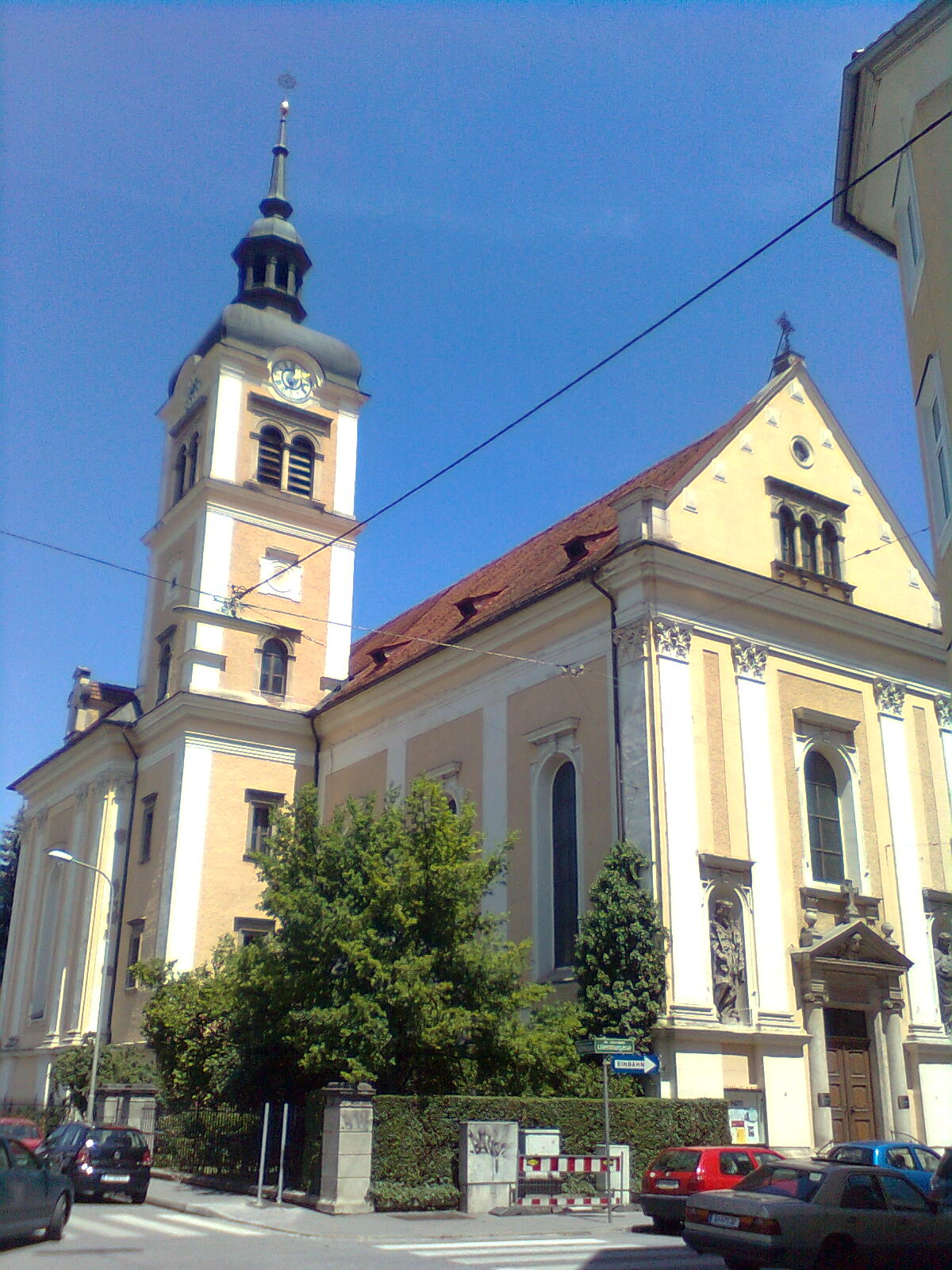
Vinzenzkirche

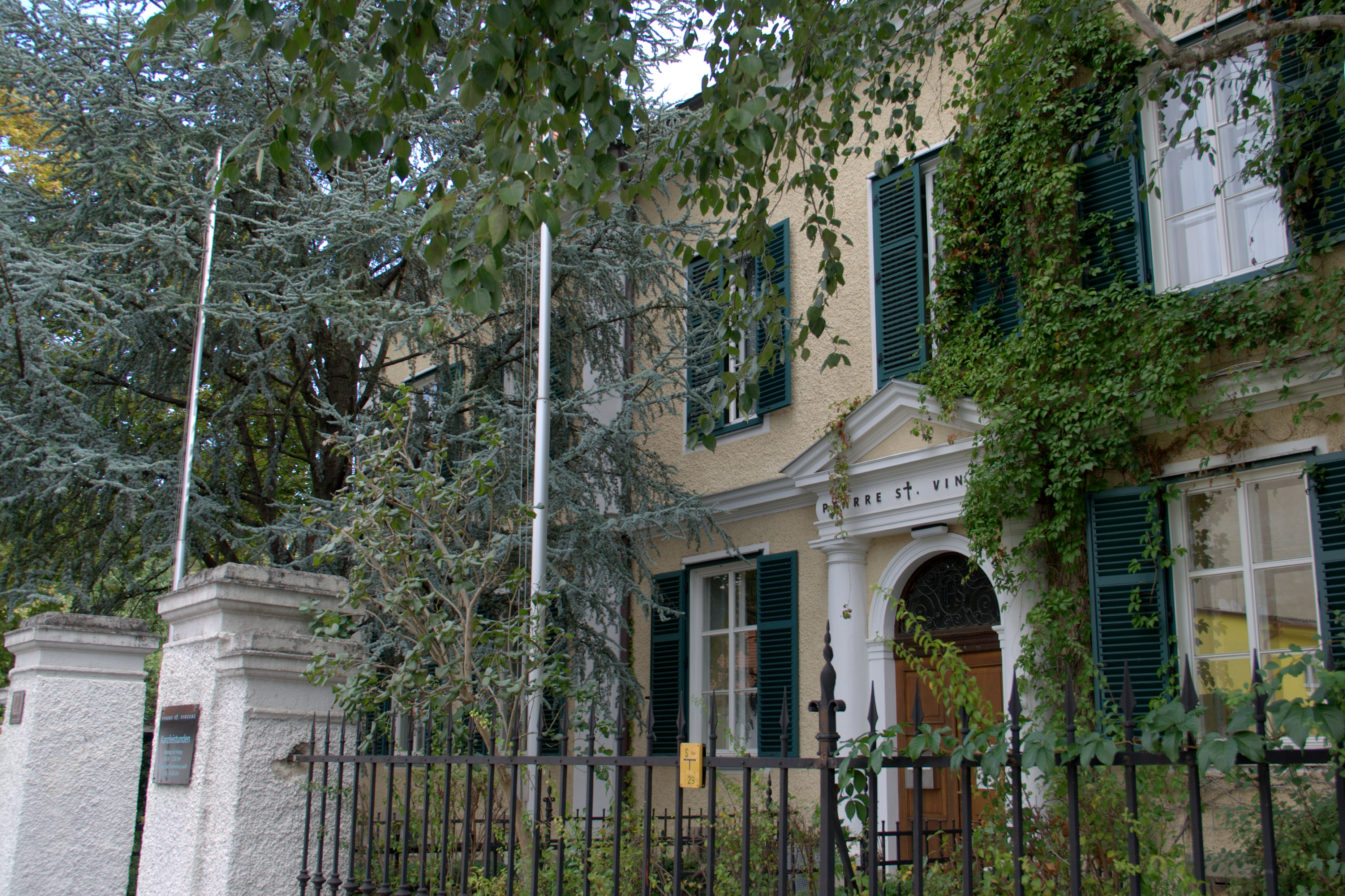
Pfarrhof St. Vinzenz

Die Vinzenzkirche ist eine römisch-katholische Pfarrkirche im 14. Grazer Gemeindebezirk Eggenberg und ist dem hl. Vinzenz von Paul geweiht.

## Geschichte und Gestaltung
Am Ende des 19. Jahrhunderts befand sich auf den Feldern vor Graz ein Dorf namens Algersdorf. Durch die Ansiedlung von Industriebetrieben kam es zu einem Bevölkerungswachstum. Aus diesem Grund wollte der Fürstbischof, damals Johann Baptist Zwerger, eine Für- und Seelsorgestelle für die arme Bevölkerung errichten. Er übertrug diese Aufgabe den Lazaristen, die damit ihre zweite Grazer Niederlassung bezogen. Die Motive für die Kirchengründung sind in einer Urkunde eingelassen, die in einen Grundstein eingemauert ist. Die Grundsteinlegung erfolgte am 9. Mai 1892 um 8 Uhr. Aus Kostengründen wurde in der Zeit des Historismus der Baustil der Renaissance und nicht jener der Gotik gewählt. Die Pläne des mit einem kreuzförmigen Grundriss erbauten Gotteshauses stammen vom Architekten Robert Mikovics. Die Turmkreuzweihe erfolgte am 6. April 1893, die Kirchenweihe am 24. April 1895. Neben dem Portal auf der Südseite befinden sich Statuen des Hl. Leopold und des Hl. Johannes des Täufers.
Die Kirche ist seit 1932 Pfarrkirche. Seit 1973 war der 2023 verstorbene Wolfgang Pucher Pfarrer der Kirche.

## Ausstattung
Die Orgel wurde im Jahre 1900 von dem Orgelbauer Konrad Hopferwieser erbaut und 2003 von Orgelbau Kuhn (Männedorf, Schweiz) restauriert. Das Kegelladen-Instrument hat 17 Register auf zwei Manualwerken und Pedal. Die Spieltrakturen sind mechanisch, die Registertrakturen sind pneumatisch.
| I Hauptwerk C–f3 |            |       |
| 1.               | Bordun     | 16′   |
| 2.               | Principal  | 8′    |
| 3.               | Gamba      | 8′    |
| 2.               | Flöte      | 8′    |
| 2.               | Salicional | 8′    |
| 4.               | Octav      | 4′    |
| 5.               | Rohrflöte  | 4′    |
| 8.               | Mixur III  | 2 ⁄3′ |

| II Nebenwerk C–f3 |                 |       |
| 9.                | Geigenprincipal | 8′    |
| 10.               | Aeoline         | 8′    |
| 11.               | Gedeckt         | 8′    |
| 12.               | Gemshorn        | 4′    |
| 13.               | Quinte          | 2 ⁄3′ |
| 14.               | Octav           | 2′    |

| Pedal C–d1 |               |     |
| 15.        | Violonbass    | 16′ |
| 16.        | Subbass       | 16′ |
| 17.        | Principalbass | 8′  |

- Koppeln: I/I (Superoktavkoppel), II/I, I/P, II/P.